# 스페인 축구 리그 시스템

## 남자

### 리그 구조
| 단계 | 리그/디비전                                | 리그/디비전                                | 리그/디비전                                | 리그/디비전                                | 리그/디비전                                | 리그/디비전                                | 리그/디비전                                | 리그/디비전                                | 리그/디비전                                | 리그/디비전                                | 리그/디비전                                | 리그/디비전                                | 리그/디비전                                | 리그/디비전                                | 리그/디비전                                | 리그/디비전                                | 리그/디비전                                | 리그/디비전                                |
| ---- | ------------------------------------------ | ------------------------------------------ | ------------------------------------------ | ------------------------------------------ | ------------------------------------------ | ------------------------------------------ | ------------------------------------------ | ------------------------------------------ | ------------------------------------------ | ------------------------------------------ | ------------------------------------------ | ------------------------------------------ | ------------------------------------------ | ------------------------------------------ | ------------------------------------------ | ------------------------------------------ | ------------------------------------------ | ------------------------------------------ |
|      | 프로 리그                                  |                                            |                                            |                                            |                                            |                                            |                                            |                                            |                                            |                                            |                                            |                                            |                                            |                                            |                                            |                                            |                                            |                                            |
| 1    | 프리메라 디비시온 (라리가 산탄데르) 20개팀 | 프리메라 디비시온 (라리가 산탄데르) 20개팀 | 프리메라 디비시온 (라리가 산탄데르) 20개팀 | 프리메라 디비시온 (라리가 산탄데르) 20개팀 | 프리메라 디비시온 (라리가 산탄데르) 20개팀 | 프리메라 디비시온 (라리가 산탄데르) 20개팀 | 프리메라 디비시온 (라리가 산탄데르) 20개팀 | 프리메라 디비시온 (라리가 산탄데르) 20개팀 | 프리메라 디비시온 (라리가 산탄데르) 20개팀 | 프리메라 디비시온 (라리가 산탄데르) 20개팀 | 프리메라 디비시온 (라리가 산탄데르) 20개팀 | 프리메라 디비시온 (라리가 산탄데르) 20개팀 | 프리메라 디비시온 (라리가 산탄데르) 20개팀 | 프리메라 디비시온 (라리가 산탄데르) 20개팀 | 프리메라 디비시온 (라리가 산탄데르) 20개팀 | 프리메라 디비시온 (라리가 산탄데르) 20개팀 | 프리메라 디비시온 (라리가 산탄데르) 20개팀 | 프리메라 디비시온 (라리가 산탄데르) 20개팀 |
|      | ↓↑ 3개팀                                   |                                            |                                            |                                            |                                            |                                            |                                            |                                            |                                            |                                            |                                            |                                            |                                            |                                            |                                            |                                            |                                            |                                            |
| 2    | 세군다 디비시온 (라리가 스마트뱅크) 22개팀 | 세군다 디비시온 (라리가 스마트뱅크) 22개팀 | 세군다 디비시온 (라리가 스마트뱅크) 22개팀 | 세군다 디비시온 (라리가 스마트뱅크) 22개팀 | 세군다 디비시온 (라리가 스마트뱅크) 22개팀 | 세군다 디비시온 (라리가 스마트뱅크) 22개팀 | 세군다 디비시온 (라리가 스마트뱅크) 22개팀 | 세군다 디비시온 (라리가 스마트뱅크) 22개팀 | 세군다 디비시온 (라리가 스마트뱅크) 22개팀 | 세군다 디비시온 (라리가 스마트뱅크) 22개팀 | 세군다 디비시온 (라리가 스마트뱅크) 22개팀 | 세군다 디비시온 (라리가 스마트뱅크) 22개팀 | 세군다 디비시온 (라리가 스마트뱅크) 22개팀 | 세군다 디비시온 (라리가 스마트뱅크) 22개팀 | 세군다 디비시온 (라리가 스마트뱅크) 22개팀 | 세군다 디비시온 (라리가 스마트뱅크) 22개팀 | 세군다 디비시온 (라리가 스마트뱅크) 22개팀 | 세군다 디비시온 (라리가 스마트뱅크) 22개팀 |
|      | ↓↑ 4개팀                                   |                                            |                                            |                                            |                                            |                                            |                                            |                                            |                                            |                                            |                                            |                                            |                                            |                                            |                                            |                                            |                                            |                                            |
|      | 세미프로 리그                              |                                            |                                            |                                            |                                            |                                            |                                            |                                            |                                            |                                            |                                            |                                            |                                            |                                            |                                            |                                            |                                            |                                            |
| 3    | 프리메라 페데라시온 40개팀                 | 프리메라 페데라시온 40개팀                 | 프리메라 페데라시온 40개팀                 | 프리메라 페데라시온 40개팀                 | 프리메라 페데라시온 40개팀                 | 프리메라 페데라시온 40개팀                 | 프리메라 페데라시온 40개팀                 | 프리메라 페데라시온 40개팀                 | 프리메라 페데라시온 40개팀                 | 프리메라 페데라시온 40개팀                 | 프리메라 페데라시온 40개팀                 | 프리메라 페데라시온 40개팀                 | 프리메라 페데라시온 40개팀                 | 프리메라 페데라시온 40개팀                 | 프리메라 페데라시온 40개팀                 | 프리메라 페데라시온 40개팀                 | 프리메라 페데라시온 40개팀                 | 프리메라 페데라시온 40개팀                 |
| 3    | 그룹 1 20개팀                              | 그룹 1 20개팀                              | 그룹 1 20개팀                              | 그룹 1 20개팀                              | 그룹 1 20개팀                              | 그룹 1 20개팀                              | 그룹 1 20개팀                              | 그룹 1 20개팀                              | 그룹 1 20개팀                              | 그룹 2 20개팀                              | 그룹 2 20개팀                              | 그룹 2 20개팀                              | 그룹 2 20개팀                              | 그룹 2 20개팀                              | 그룹 2 20개팀                              | 그룹 2 20개팀                              | 그룹 2 20개팀                              | 그룹 2 20개팀                              |
|      | ↓↑ 10개팀                                  |                                            |                                            |                                            |                                            |                                            |                                            |                                            |                                            |                                            |                                            |                                            |                                            |                                            |                                            |                                            |                                            |                                            |
| 4    | 세군다 페데라시온 90개팀                   | 세군다 페데라시온 90개팀                   | 세군다 페데라시온 90개팀                   | 세군다 페데라시온 90개팀                   | 세군다 페데라시온 90개팀                   | 세군다 페데라시온 90개팀                   | 세군다 페데라시온 90개팀                   | 세군다 페데라시온 90개팀                   | 세군다 페데라시온 90개팀                   | 세군다 페데라시온 90개팀                   | 세군다 페데라시온 90개팀                   | 세군다 페데라시온 90개팀                   | 세군다 페데라시온 90개팀                   | 세군다 페데라시온 90개팀                   | 세군다 페데라시온 90개팀                   | 세군다 페데라시온 90개팀                   | 세군다 페데라시온 90개팀                   | 세군다 페데라시온 90개팀                   |
| 4    | 그룹 1 18개팀                              | 그룹 1 18개팀                              | 그룹 1 18개팀                              | 그룹 1 18개팀                              | 그룹 2 18개팀                              | 그룹 2 18개팀                              | 그룹 2 18개팀                              | 그룹 3 18개팀                              | 그룹 3 18개팀                              | 그룹 3 18개팀                              | 그룹 3 18개팀                              | 그룹 4 18개팀                              | 그룹 4 18개팀                              | 그룹 4 18개팀                              | 그룹 5 18개팀                              | 그룹 5 18개팀                              | 그룹 5 18개팀                              | 그룹 5 18개팀                              |
|      | ↓↑ 27개팀                                  |                                            |                                            |                                            |                                            |                                            |                                            |                                            |                                            |                                            |                                            |                                            |                                            |                                            |                                            |                                            |                                            |                                            |
|      |                                            |                                            |                                            |                                            |                                            |                                            |                                            |                                            |                                            |                                            |                                            |                                            |                                            |                                            |                                            |                                            |                                            |                                            |
| 5    | 테르세라 페데라시온 288개팀                | 테르세라 페데라시온 288개팀                | 테르세라 페데라시온 288개팀                | 테르세라 페데라시온 288개팀                | 테르세라 페데라시온 288개팀                | 테르세라 페데라시온 288개팀                | 테르세라 페데라시온 288개팀                | 테르세라 페데라시온 288개팀                | 테르세라 페데라시온 288개팀                | 테르세라 페데라시온 288개팀                | 테르세라 페데라시온 288개팀                | 테르세라 페데라시온 288개팀                | 테르세라 페데라시온 288개팀                | 테르세라 페데라시온 288개팀                | 테르세라 페데라시온 288개팀                | 테르세라 페데라시온 288개팀                | 테르세라 페데라시온 288개팀                | 테르세라 페데라시온 288개팀                |
| 5    | 그룹 1 16개팀                              | 그룹 2 16개팀                              | 그룹 3 16개팀                              | 그룹 4 16개팀                              | 그룹 5 16개팀                              | 그룹 6 16개팀                              | 그룹 7 16개팀                              | 그룹 8 16개팀                              | 그룹 9 16개팀                              | 그룹 10 16개팀                             | 그룹 11 16개팀                             | 그룹 12 16개팀                             | 그룹 13 16개팀                             | 그룹 14 16개팀                             | 그룹 15 16개팀                             | 그룹 16 16개팀                             | 그룹 17 16개팀                             | 그룹 18 16개팀                             |
|      | ↓↑ 27개팀                                  |                                            |                                            |                                            |                                            |                                            |                                            |                                            |                                            |                                            |                                            |                                            |                                            |                                            |                                            |                                            |                                            |                                            |
|      | 논프로 리그                                |                                            |                                            |                                            |                                            |                                            |                                            |                                            |                                            |                                            |                                            |                                            |                                            |                                            |                                            |                                            |                                            |                                            |
| 6    | 1부 지역 디비전                            | 1부 지역 디비전                            | 1부 지역 디비전                            | 1부 지역 디비전                            | 1부 지역 디비전                            | 1부 지역 디비전                            | 1부 지역 디비전                            | 1부 지역 디비전                            | 1부 지역 디비전                            | 1부 지역 디비전                            | 1부 지역 디비전                            | 1부 지역 디비전                            | 1부 지역 디비전                            | 1부 지역 디비전                            | 1부 지역 디비전                            | 1부 지역 디비전                            | 1부 지역 디비전                            | 1부 지역 디비전                            |
| 7    | 2부 지역 디비전                            | 2부 지역 디비전                            | 2부 지역 디비전                            | 2부 지역 디비전                            | 2부 지역 디비전                            | 2부 지역 디비전                            | 2부 지역 디비전                            | 2부 지역 디비전                            | 2부 지역 디비전                            | 2부 지역 디비전                            | 2부 지역 디비전                            | 2부 지역 디비전                            | 2부 지역 디비전                            | 2부 지역 디비전                            | 2부 지역 디비전                            | 2부 지역 디비전                            | 2부 지역 디비전                            | 2부 지역 디비전                            |
| 8    | 3부 지역 디비전                            | 3부 지역 디비전                            | 3부 지역 디비전                            | 3부 지역 디비전                            | 3부 지역 디비전                            | 3부 지역 디비전                            | 3부 지역 디비전                            | 3부 지역 디비전                            | 3부 지역 디비전                            | 3부 지역 디비전                            | 3부 지역 디비전                            | 3부 지역 디비전                            | 3부 지역 디비전                            | 3부 지역 디비전                            | 3부 지역 디비전                            | 3부 지역 디비전                            | 3부 지역 디비전                            | 3부 지역 디비전                            |
| 9    | 4부 지역 디비전                            | 4부 지역 디비전                            | 4부 지역 디비전                            | 4부 지역 디비전                            | 4부 지역 디비전                            | 4부 지역 디비전                            | 4부 지역 디비전                            | 4부 지역 디비전                            | 4부 지역 디비전                            | 4부 지역 디비전                            | 4부 지역 디비전                            | 4부 지역 디비전                            | 4부 지역 디비전                            | 4부 지역 디비전                            | 4부 지역 디비전                            | 4부 지역 디비전                            | 4부 지역 디비전                            | 4부 지역 디비전                            |
| 10   | 5부 지역 디비전                            | 5부 지역 디비전                            | 5부 지역 디비전                            | 5부 지역 디비전                            | 5부 지역 디비전                            | 5부 지역 디비전                            | 5부 지역 디비전                            | 5부 지역 디비전                            | 5부 지역 디비전                            | 5부 지역 디비전                            | 5부 지역 디비전                            | 5부 지역 디비전                            | 5부 지역 디비전                            | 5부 지역 디비전                            | 5부 지역 디비전                            | 5부 지역 디비전                            | 5부 지역 디비전                            | 5부 지역 디비전                            |

### 스페인 리그 시스템의 변화
| 단계\연도 | 1929                   | 1929–34           | 1934–36           | 1936–39 | 1939–40           | 1940–77           | 1977–2021         | 2021-               |
| --------- | ---------------------- | ----------------- | ----------------- | ------- | ----------------- | ----------------- | ----------------- | ------------------- |
| 1         | 프리메라 디비시온      | 프리메라 디비시온 | 프리메라 디비시온 | 내전    | 프리메라 디비시온 | 프리메라 디비시온 | 프리메라 디비시온 | 프리메라 디비시온   |
| 2         | 세군다 디비시온 그룹 A | 세군다 디비시온   | 세군다 디비시온   | 내전    | 세군다 디비시온   | 세군다 디비시온   | 세군다 디비시온   | 세군다 디비시온     |
| 3         | 세군다 디비시온 그룹 B | 3ª 디비시온       | 없음              | 내전    | 없음              | 3ª 디비시온       | 세군다 디비시온 B | 프리메라 페데라시온 |
| 4         | 없음                   | 없음              | 없음              | 내전    | 없음              | 지역              | 테르세라 디비시온 | 세군다 페데라시온   |
| 5         | 없음                   | 없음              | 없음              | 내전    | 없음              | 지역              | 지역              | 테르세라 페데라시온 |
| 6         | 없음                   | 없음              | 없음              | 내전    | 없음              | 지역              | 지역              | 지역                |
| 7         | 없음                   | 없음              | 없음              | 내전    | 없음              | 지역              | 지역              | 지역                |
| 8         | 없음                   | 없음              | 없음              | 내전    | 없음              | 지역              | 지역              | 지역                |
| 9         | 없음                   | 없음              | 없음              | 내전    | 없음              | 지역              | 지역              | 지역                |
| 10        | 없음                   | 없음              | 없음              | 내전    | 없음              | 지역              | 지역              | 지역                |

## 여자

### 2022년 여름 이전
|   | 프로 리그                                             |                                                       |                                                       |                                                       |                                                       |                                                       |                                                       |                                                       |                                                       |                                                       |                                                       |                                                       |
| 1 | 프리메라 디비시온 (프리메라 이베르드롤라) 16개팀      | 프리메라 디비시온 (프리메라 이베르드롤라) 16개팀      | 프리메라 디비시온 (프리메라 이베르드롤라) 16개팀      | 프리메라 디비시온 (프리메라 이베르드롤라) 16개팀      | 프리메라 디비시온 (프리메라 이베르드롤라) 16개팀      | 프리메라 디비시온 (프리메라 이베르드롤라) 16개팀      | 프리메라 디비시온 (프리메라 이베르드롤라) 16개팀      | 프리메라 디비시온 (프리메라 이베르드롤라) 16개팀      | 프리메라 디비시온 (프리메라 이베르드롤라) 16개팀      | 프리메라 디비시온 (프리메라 이베르드롤라) 16개팀      | 프리메라 디비시온 (프리메라 이베르드롤라) 16개팀      | 프리메라 디비시온 (프리메라 이베르드롤라) 16개팀      |
|   | ↓↑ 2개팀                                              |                                                       |                                                       |                                                       |                                                       |                                                       |                                                       |                                                       |                                                       |                                                       |                                                       |                                                       |
|   | 세미프로 리그                                         |                                                       |                                                       |                                                       |                                                       |                                                       |                                                       |                                                       |                                                       |                                                       |                                                       |                                                       |
| 2 | 세군다 디비시온 (레토 이베르드롤라) 32개팀 (2개 그룹) | 세군다 디비시온 (레토 이베르드롤라) 32개팀 (2개 그룹) | 세군다 디비시온 (레토 이베르드롤라) 32개팀 (2개 그룹) | 세군다 디비시온 (레토 이베르드롤라) 32개팀 (2개 그룹) | 세군다 디비시온 (레토 이베르드롤라) 32개팀 (2개 그룹) | 세군다 디비시온 (레토 이베르드롤라) 32개팀 (2개 그룹) | 세군다 디비시온 (레토 이베르드롤라) 32개팀 (2개 그룹) | 세군다 디비시온 (레토 이베르드롤라) 32개팀 (2개 그룹) | 세군다 디비시온 (레토 이베르드롤라) 32개팀 (2개 그룹) | 세군다 디비시온 (레토 이베르드롤라) 32개팀 (2개 그룹) | 세군다 디비시온 (레토 이베르드롤라) 32개팀 (2개 그룹) | 세군다 디비시온 (레토 이베르드롤라) 32개팀 (2개 그룹) |
|   | ↓↑ 6개팀                                              |                                                       |                                                       |                                                       |                                                       |                                                       |                                                       |                                                       |                                                       |                                                       |                                                       |                                                       |
| 3 | 프리메라 나시오날 98개팀 (7개 그룹)                   | 프리메라 나시오날 98개팀 (7개 그룹)                   | 프리메라 나시오날 98개팀 (7개 그룹)                   | 프리메라 나시오날 98개팀 (7개 그룹)                   | 프리메라 나시오날 98개팀 (7개 그룹)                   | 프리메라 나시오날 98개팀 (7개 그룹)                   | 프리메라 나시오날 98개팀 (7개 그룹)                   | 프리메라 나시오날 98개팀 (7개 그룹)                   | 프리메라 나시오날 98개팀 (7개 그룹)                   | 프리메라 나시오날 98개팀 (7개 그룹)                   | 프리메라 나시오날 98개팀 (7개 그룹)                   | 프리메라 나시오날 98개팀 (7개 그룹)                   |
|   | 아마추어 리그                                         |                                                       |                                                       |                                                       |                                                       |                                                       |                                                       |                                                       |                                                       |                                                       |                                                       |                                                       |
| 4 | 디비시오네스 레히오날레스 19개 지역 디비전            | 디비시오네스 레히오날레스 19개 지역 디비전            | 디비시오네스 레히오날레스 19개 지역 디비전            | 디비시오네스 레히오날레스 19개 지역 디비전            | 디비시오네스 레히오날레스 19개 지역 디비전            | 디비시오네스 레히오날레스 19개 지역 디비전            | 디비시오네스 레히오날레스 19개 지역 디비전            | 디비시오네스 레히오날레스 19개 지역 디비전            | 디비시오네스 레히오날레스 19개 지역 디비전            | 디비시오네스 레히오날레스 19개 지역 디비전            | 디비시오네스 레히오날레스 19개 지역 디비전            | 디비시오네스 레히오날레스 19개 지역 디비전            |

### 2022년 여름 이후
|      | 프로 리그                                                      |                                                                |                                                                |                                                                |                                                                |                                                                |                                                                |                                                                |                                                                |                                                                |                                                                |                                                                |
| 1    | 프리메라 디비시온 (리가 F) 16개팀                              | 프리메라 디비시온 (리가 F) 16개팀                              | 프리메라 디비시온 (리가 F) 16개팀                              | 프리메라 디비시온 (리가 F) 16개팀                              | 프리메라 디비시온 (리가 F) 16개팀                              | 프리메라 디비시온 (리가 F) 16개팀                              | 프리메라 디비시온 (리가 F) 16개팀                              | 프리메라 디비시온 (리가 F) 16개팀                              | 프리메라 디비시온 (리가 F) 16개팀                              | 프리메라 디비시온 (리가 F) 16개팀                              | 프리메라 디비시온 (리가 F) 16개팀                              | 프리메라 디비시온 (리가 F) 16개팀                              |
|      | ↓↑ 2개팀                                                       |                                                                |                                                                |                                                                |                                                                |                                                                |                                                                |                                                                |                                                                |                                                                |                                                                |                                                                |
|      | 세미프로 리그                                                  |                                                                |                                                                |                                                                |                                                                |                                                                |                                                                |                                                                |                                                                |                                                                |                                                                |                                                                |
| 2    | 프리메라 페데라시온 (프리메라 페데라시온 푸트펨) 16개팀        | 프리메라 페데라시온 (프리메라 페데라시온 푸트펨) 16개팀        | 프리메라 페데라시온 (프리메라 페데라시온 푸트펨) 16개팀        | 프리메라 페데라시온 (프리메라 페데라시온 푸트펨) 16개팀        | 프리메라 페데라시온 (프리메라 페데라시온 푸트펨) 16개팀        | 프리메라 페데라시온 (프리메라 페데라시온 푸트펨) 16개팀        | 프리메라 페데라시온 (프리메라 페데라시온 푸트펨) 16개팀        | 프리메라 페데라시온 (프리메라 페데라시온 푸트펨) 16개팀        | 프리메라 페데라시온 (프리메라 페데라시온 푸트펨) 16개팀        | 프리메라 페데라시온 (프리메라 페데라시온 푸트펨) 16개팀        | 프리메라 페데라시온 (프리메라 페데라시온 푸트펨) 16개팀        | 프리메라 페데라시온 (프리메라 페데라시온 푸트펨) 16개팀        |
|      | ↓↑ 4개팀                                                       |                                                                |                                                                |                                                                |                                                                |                                                                |                                                                |                                                                |                                                                |                                                                |                                                                |                                                                |
| 3    | 세군다 페데라시온 (세군다 페데라시온 푸트펨) 32개팀 (2개 그룹) | 세군다 페데라시온 (세군다 페데라시온 푸트펨) 32개팀 (2개 그룹) | 세군다 페데라시온 (세군다 페데라시온 푸트펨) 32개팀 (2개 그룹) | 세군다 페데라시온 (세군다 페데라시온 푸트펨) 32개팀 (2개 그룹) | 세군다 페데라시온 (세군다 페데라시온 푸트펨) 32개팀 (2개 그룹) | 세군다 페데라시온 (세군다 페데라시온 푸트펨) 32개팀 (2개 그룹) | 세군다 페데라시온 (세군다 페데라시온 푸트펨) 32개팀 (2개 그룹) | 세군다 페데라시온 (세군다 페데라시온 푸트펨) 32개팀 (2개 그룹) | 세군다 페데라시온 (세군다 페데라시온 푸트펨) 32개팀 (2개 그룹) | 세군다 페데라시온 (세군다 페데라시온 푸트펨) 32개팀 (2개 그룹) | 세군다 페데라시온 (세군다 페데라시온 푸트펨) 32개팀 (2개 그룹) | 세군다 페데라시온 (세군다 페데라시온 푸트펨) 32개팀 (2개 그룹) |
|      | ↓↑ 6개팀                                                       |                                                                |                                                                |                                                                |                                                                |                                                                |                                                                |                                                                |                                                                |                                                                |                                                                |                                                                |
| 4    | 프리메라 나시오날 84개팀 (6개 그룹)                            | 프리메라 나시오날 84개팀 (6개 그룹)                            | 프리메라 나시오날 84개팀 (6개 그룹)                            | 프리메라 나시오날 84개팀 (6개 그룹)                            | 프리메라 나시오날 84개팀 (6개 그룹)                            | 프리메라 나시오날 84개팀 (6개 그룹)                            | 프리메라 나시오날 84개팀 (6개 그룹)                            | 프리메라 나시오날 84개팀 (6개 그룹)                            | 프리메라 나시오날 84개팀 (6개 그룹)                            | 프리메라 나시오날 84개팀 (6개 그룹)                            | 프리메라 나시오날 84개팀 (6개 그룹)                            | 프리메라 나시오날 84개팀 (6개 그룹)                            |
|      | 아마추어 리그                                                  |                                                                |                                                                |                                                                |                                                                |                                                                |                                                                |                                                                |                                                                |                                                                |                                                                |                                                                |
| 5-10 | 디비시오네스 레히오날레스 19개 지역 디비전                     | 디비시오네스 레히오날레스 19개 지역 디비전                     | 디비시오네스 레히오날레스 19개 지역 디비전                     | 디비시오네스 레히오날레스 19개 지역 디비전                     | 디비시오네스 레히오날레스 19개 지역 디비전                     | 디비시오네스 레히오날레스 19개 지역 디비전                     | 디비시오네스 레히오날레스 19개 지역 디비전                     | 디비시오네스 레히오날레스 19개 지역 디비전                     | 디비시오네스 레히오날레스 19개 지역 디비전                     | 디비시오네스 레히오날레스 19개 지역 디비전                     | 디비시오네스 레히오날레스 19개 지역 디비전                     | 디비시오네스 레히오날레스 19개 지역 디비전                     |

## 유소년
| 레벨 | 리그                           | 리그                           | 리그                           | 리그                           | 리그                           | 리그                           | 리그                           | 리그                           | 리그                           | 리그                           | 리그                           | 리그                           |
| ---- | ------------------------------ | ------------------------------ | ------------------------------ | ------------------------------ | ------------------------------ | ------------------------------ | ------------------------------ | ------------------------------ | ------------------------------ | ------------------------------ | ------------------------------ | ------------------------------ |
| 1    | 디비시온 데 아너 (7 그룹)      | 디비시온 데 아너 (7 그룹)      | 디비시온 데 아너 (7 그룹)      | 디비시온 데 아너 (7 그룹)      | 디비시온 데 아너 (7 그룹)      | 디비시온 데 아너 (7 그룹)      | 디비시온 데 아너 (7 그룹)      | 디비시온 데 아너 (7 그룹)      | 디비시온 데 아너 (7 그룹)      | 디비시온 데 아너 (7 그룹)      | 디비시온 데 아너 (7 그룹)      | 디비시온 데 아너 (7 그룹)      |
| 2    | 리가 나시오날 후베닐 (21 그룹) | 리가 나시오날 후베닐 (21 그룹) | 리가 나시오날 후베닐 (21 그룹) | 리가 나시오날 후베닐 (21 그룹) | 리가 나시오날 후베닐 (21 그룹) | 리가 나시오날 후베닐 (21 그룹) | 리가 나시오날 후베닐 (21 그룹) | 리가 나시오날 후베닐 (21 그룹) | 리가 나시오날 후베닐 (21 그룹) | 리가 나시오날 후베닐 (21 그룹) | 리가 나시오날 후베닐 (21 그룹) | 리가 나시오날 후베닐 (21 그룹) |
| 3    | 디비시오네스 레히오날레스      | 디비시오네스 레히오날레스      | 디비시오네스 레히오날레스      | 디비시오네스 레히오날레스      | 디비시오네스 레히오날레스      | 디비시오네스 레히오날레스      | 디비시오네스 레히오날레스      | 디비시오네스 레히오날레스      | 디비시오네스 레히오날레스      | 디비시오네스 레히오날레스      | 디비시오네스 레히오날레스      | 디비시오네스 레히오날레스      |